# Jorrit Woudt
Jorrit Woudt (Den Helder, 20 juni 1980) is een Nederlands organist, pianist, dirigent en theoloog.

## Levensloop

### Opleidingen
Woudt kreeg op negenjarige leeftijd zijn eerste orgellessen aan de gemeentelijke muziekschool in Ermelo. Nadat hij in 1993 naar Heemse verhuisde vervolgde hij daar zijn studie bij Freddy Veldkamp. Na zijn afronding van de havo aan het Greijdanus College in Zwolle ging hij aldaar naar het conservatorium. Hij studeerde er schoolmuziek, orgel, piano en kerkmuziek. Daarnaast volgde hij improvisatielessen bij Sietze de Vries en pianolessen bij Herman Riphagen. In 2004 behaalde hij bij Harm Jansen zijn diploma met als hoofdvak orgel. Hierna studeerde hij theologie aan de Theologische Universiteit van Kampen.

### Carrière
Woudt is vanaf 2004 verbonden als organist aan de protestantse kerken in Enschede en de Kandelaarkerk in Heemse. Daarnaast maakte hij koorreizen naar Canada, de Verenigde Staten en een groot aantal Europese landen. Hij heeft een aantal keren meegespeeld in het televisieprogramma Nederland Zingt en bracht in 2010 een cd uit met als titel Glorie aan het Lam. Verder maakt hij koraalbewerkingen. Als dirigent leidt hij het Christelijk Mannenkoor "Asaf" in Dedemsvaart, het gemengd koor "Halleluja" uit Doetinchem en vanaf 2017 het Hervormd Kerkkoor in Rijssen. Daarnaast is hij kerkelijk werker in de Immanuelkerk in Enschede en schrijft hij voor het Gereformeerd Kerkblad.

## CD's
- (2010) Glorie aan het Lam
- (2010) Espressivo

## Bladmuziek
- Komt, laat ons voortgaan, kind'ren
- Ik roep tot U, mijn Rots, mijn HERE!
- Onze Vader in de hemel
- Ga met God